# Sciadia wockearia
Sciadia wockearia là một loài bướm đêm trong họ Geometridae.